# مارك رونسون
مارك رونسون (بالإنجليزية: Mark Ronson)‏ (من مواليد 4 سبتمبر 1975) هو موسيقي إنجليزي، ديج، ومغني، ومنتج أسطوانات.
هو ابن لورانس رونسون الذي أدار باكز فيز، قضي مارك رونسون السنوات الثماني الأولى من حياته في انچلترا. بدأ العزف على الچيتار والطبول في سن مبكر، وفي سن المراهقة بدأ يستمع الى الموسيقى وكانت له مصدر إلهام بما يكفي للاستيلاء على مجموعة سجلات والده وتجربة يده في الاختلاط، بعدها لفت رونسون آذان وعيون مختلف الشخصيات بسرعة كبيرة، بما في ذلك مصمم الأزياء تومي هيلفيغر .
أصبح مارك رونسون من الأشخاص الأكثر نجاحاً تجارياً من القرن الـ21 فصاعداً. وايضاً حصل على جائزة جرامي في الولايات المتحدة، وأنتج رونسون مواد لليدي غاغا وملكات العصر الحجري، كما عمل كمنتج تنفيذي في الموسيقى التصويرية الحائزة على جائزة جرامي لفيلم باربي في عام 2023.

## روابط خارجية
- مارك رونسون على موقع IMDb (الإنجليزية)
- مارك رونسون على موقع ميوزك برينز (الإنجليزية)
- مارك رونسون على موقع رولينغ ستون (الإنجليزية)
- مارك رونسون على موقع بوكس أوفيس موجو (الإنجليزية)
- مارك رونسون على موقع أول ميوزيك (الإنجليزية)
- مارك رونسون على موقع ديسكوغز (الإنجليزية)
- مارك رونسون على موقع قاعدة بيانات الفيلم (الإنجليزية)